# I Now Pronounce You Chuck and Larry
I Now Pronounce You Chuck and Larry (br: Eu os Declaro Marido e… Larry / pt: Declaro-vos Marido e… Marido, e Chuck and Larry como título alternativo) é um filme americano do gênero comédia, estrelado por Adam Sandler e Kevin James. O filme faz uma crítica sutil a atual situação dos homossexuais nos Estados Unidos. Embora o filme recebeu críticas negativas por críticos por seu humor muito bruto e imagem das pessoas homossexuais, foi um sucesso financeiro, ranking #1 nas bilheterias. O filme é o primeiro de Sandler a ser lançado pela Universal Studios desde Bulletproof em 1996.

## Sinopse
Chuck Levine (Adam Sandler) e Larry Valentine (Kevin James) são o orgulho do Corpo de Bombeiros do Brooklyn, sendo também muito amigos e dispostos a ajudar um ao outro. Chuck é agradecido a Larry por ter salvado sua vida no trabalho e só pensa em curtir a vida, de preferência com muitas mulheres, coisa que consegue fazer com uma eficácia espantosa.
Já Larry é preocupado com o futuro e, devido a problemas burocráticos, não consegue colocar seus dois filhos como beneficiários de seu seguro de vida. Devido a isso Larry pede a Chuck que seja seu parceiro em alguns formulários, sendo que ninguém mais saberá disto. Entretanto um burocrata zeloso desconfia do casal, o que faz com que eles tenham que se revelar para a cidade e improvisar como um apaixonado casal, que vive sob o mesmo teto.

## Elenco
| Personagem        | Original              |
| ----------------- | --------------------- |
| Chuck Levine      | Adam Sandler          |
| Larry Valentine   | Kevin James           |
| Alexa McDonough   | Jessica Biel          |
| Duncan            | Ving Rhames           |
| Clint Fitzer      | Steve Buscemi         |
| Capitão Tucker    | Dan Aykroyd           |
| Kevin McDonough   | Nick Swardson         |
| Renaldo Pinera    | Nicholas Turturro     |
| Glen Aldrich      | Matt Winston          |
| David Nootzie     | Jonathan Loughran     |
| Tony Paroni       | Peter Dante           |
| Dra. Bela         | Chandra West          |
| Juiz Banks        | Richard Chamberlain   |
| Teresa            | Mary Pat Gleason      |
| Steve             | Allen Covert          |
| Ministro Asiático | Rob Schneider         |
| Carteiro          | Robert Smigel         |
| Mendigo Doido     | Blake Clark           |
| Professora        | Jackie Sandler        |
| Garota Hooters    | Tila "Tequila" Nguyen |
| Policial          | Dan Patrick           |
| Garoto negro      | Tyler McKinney        |

Este é o primeiro filme de Adam Sandler juntamente com David Spade desde Coneheads (1993). David Spade faz uma aparição especial no filme como dançarina travesti, tal como Tila Tequila que aparece como empregada de restaurante Hooters. Rob Corddry do The Daily Show aparece como pastor protestando contra o casamento entre pessoas do mesmo sexo. Ao contrário do seu trabalho habitual, este é um papel sério/não comédia. O criador de TV Funhouse Robert Smigel aparece no filme como Ron o carteiro.

## Produção
Produtor Tom Shadyac tinha planejado este filme em 1999, I Now Pronounce You Joe and Benny, como o filme foi então chamado, foi anunciado como estrelado por Nicolas Cage e Will Smith com Shadyac dirigindo. No trailer oficial, a música "Grace Kelly" pela estrela pop britânica, Mika, foi incluído.

## Lançamento

### Classificação daMPAA
O filme foi originalmente classificado como impróprio para "humor sexual bruto e nudez". Universal recorreu da classificação, mas foi confirmada.  Após perder o recurso, Universal editou o filme: o filme foi re-classificado como PG-13 para o "conteúdo sexual bruto todo, nudez, linguagem e referências a drogas".

### Resposta de grupos sociais
O filme foi apresentado previamente à Gay & Lesbian Alliance Against Defamation (GLAAD). O porta-voz da GLAAD Damon Romine afirmou à revista Entertainment Weekly: "O filme tem alguns dos estereótipos esperados, mas da sua forma surpreendente, é uma chamada para o tratamento equalitário e respeito."
A Conferência Católica de Bispos nos EUA colocou o filme na categoria "Moralmente Ofensivo" devido a "variadas referências e conteúdos sexuais, linguagem rude e reles frequente, uma situação de profanação, gestos ordinários, algum humor de casa de banho, seios de mulher apalpados, nudez de trás de homens, muitas roupas de mulher atrevidas, frequente uso de calão racial, género e homofóbico, uma referência a drogas e muita violência incluindo murros.."

### Box office
Apesar da recepção crítica geralmente negativa, Chuck & Larry arrecadou $34,233,750 e classificado #1 em bilheteria doméstica em sua semana de estreia, maior do que a outra grande abertura liberada nesse fim de semana, Hairspray, e #1 de cinema do fim de semana anterior, Harry Potter and the Order of the Phoenix. No final de seu prazo, o filme tinha arrecadou $120,059,556 no mercado interno e $66,012,658 dólares internacionalmente para um total mundial de $186,072,214. De uma estimativa de orçamento de $85 milhões, isso pode ser considerado um sucesso.

## Prêmios
MTV Movie Awards
- Recebeu uma indicação ao MTV Movie Awards de Melhor Filme do Verão Americano que Você Ainda Não Viu.

Framboesa de Ouro
O filme recebeu oito indicações de prêmios Framboesa de Ouro, incluindo Pior Filme, Pior Ator (Adam Sandler), Pior Ator Coadjuvante (ambos Kevin James e Rob Schneider), Pior Atriz Coadjuvante (Jessica Biel), Pior Diretor (Dennis Dugan), Pior Roteiro e Pior Casal na Tela (Adam Sandler quer com Kevin James ou Jessica Biel), mas não conseguiu vencer nenhum.

## Controvérsia
De acordo com Alexander Payne, o escritor de um esboço inicial do filme, Sandler tomou muitas liberdades com o seu roteiro, "Sandler-nalizar" o filme, em suas próprias palavras. Em algum momento, ele não queria que seu nome ligado ao projeto.[carece de fontes?]
Os críticos também disseram que o personagem interpretado por Rob Schneider é uma representação racista de asiáticos e ele também foi recebido negativamente pela representação conhecida como "yellowface".
Em novembro de 2007, os produtores do filme australiano Strange Bedfellows iniciou uma ação legal contra a Universal Studios para violação de direitos autorais. O processo foi retirado em abril de 2008, depois de os produtores de Strange Bedfellows recebeu um rascunho de Chuck & Larry que antecedeu seu filme, e eles estavam convencidos de que não houve plágio.